# Cascade Powerscourt
La cascade Powerscourt (en anglais : Powerscourt Waterfall, en irlandais : Eas Chúirt an Phaoraigh) est située dans le comté de Wicklow en Irlande. 

## Géographie
Il s'agit de la plus haute chute d'eau de l'île avec 121 mètres. Elle se situe dans le cours supérieur du fleuve Dargle, aux pieds de Djouce et War Hill dans les montagnes de Wicklow. Elle fait partie de la propriété Powerscourt.

## Cinéma
Elle fut un des lieux de tournage du film Excalibur.